# Астрагал борознистий
Астрагал борознистий, астрагал борозенчастий (Astragalus sulcatus) — вид трав'янистих рослин з родини бобові (Fabaceae), поширений у Євразії від Австрії до тихоокеанського узбережжя північного Китаю.

## Опис
Багаторічна рослина 40–80 см. Рослини з простими і 2-роздільними волосками, слабо запушені. Листки з 13–23 довгастих або лінійних листочків, нижня пара яких наближена до основи черешка. Китиці пухкі, 8–20-квіткові. Віночок яскраво-фіолетовий, 7–9 мм завдовжки. Боби довгасті, близько 10 мм завдовжки, притиснуто запушені, стоять косо вгору.

## Поширення
Поширений у Євразії від Австрії до тихоокеанського узбережжя північного Китаю.
В Україні вид зростає на вологих луках, лісових галявинах, схилах, відслоненнях — у Лісостепу і Степу.